# Cabo Camarón
Cabo Camarón är en udde i Honduras. Den ligger i den nordöstra delen av landet, 300 km nordost om huvudstaden Tegucigalpa.
Terrängen inåt land är mycket platt. Havet är nära Cabo Camarón åt nordost. Runt Cabo Camarón är det ganska glesbefolkat, med 34 invånare per kvadratkilometer.